# Platystolus obvius
Platystolus obvius är en insektsart som beskrevs av Navás 1904. Platystolus obvius ingår i släktet Platystolus och familjen vårtbitare. Inga underarter finns listade i Catalogue of Life.